# Ruta 17 (Paraguay)
La Ruta Nacional PY17, también conocida como "Ruta de la Soberanía"  es una ruta del Paraguay que une las ciudades de Salto del Guairá y Pedro Juan Caballero, ambas en la frontera con Brasil. Posee una extensión de 380 km, en el nordeste de la Región Oriental. La ruta entera es adyacente a las cordilleras de Maracayú y Amambay.

## Ciudades que atraviesa
Las ciudades y pueblos por las que atraviesa de sur a norte son:
| Kilómetro | Localidad            | Departamento | Empalme |
| --------- | -------------------- | ------------ | ------- |
| 0         | Salto del Guairá     | Canindeyú    | PY03    |
| 121       | Pindoty Porá         | Canindeyú    | PY07    |
| 180       | Ypejhú               | Canindeyú    | PY13    |
| 210       | Itanará              | Canindeyú    |         |
| 258       | Capitán Bado         | Amambay      | PY11    |
| 380       | Pedro Juan Caballero | Amambay      | PY05    |

## Largo
| Departamento | km  |  |  |
|              |     |  |  |
| Canindeyú    | 289 |  |  |
| Amambay      | 208 |  |  |
|              |     |  |  |
| Total        | 497 |  |  |

| Paraguay | Rutas Nacionales de Paraguay (recategorización por el M.O.P.C desde 2019) |  |
| --- | ------------------------------------------------------------------------- |  |
| PY01 - PY02 - PY03 - PY04 - PY05 - PY06 - PY07 - PY08 - PY09 - PY10 - PY11 PY12 - PY13 - PY14 - PY15 - PY16 - PY17 - PY18 - PY19 - PY20 - PY21 - PY22 |                                                                           |  |